# Don Ritchie
Donald Taylor Ritchie, nazywany również ,,Aniołem Klifu", ,,Strażnikiem Przepaści'' (ur. 9 czerwca 1925 w Vaucluse, zm. 13 maja 2012 w Watsons Bay) - Australijczyk odpowiedzialny za uratowanie co najmniej 160 osób próbujących popełnić samobójstwo (niektóre źródła podają liczbę 500 osób).
Przyszedł na świat w 1925 r. w Vaucluse, gmina Woollahra ok. 8 km od centrum Sydney. Podczas II wojny światowej służył w Australisjkiej Marynarce Wojennej podczas wojny na Pacyfiku. Po służbie wojskowej zajął się sprzedażą ubezpieczeń, ożenił się z Moyi Ritchie oraz miał z nią trójkę dzieci. W 1964 r. przeprowadził się do Watsons Bay, na północ od Vaucluse.
Mieszkał z żoną w niewielkim domu, naprzeciwko punktu widokowego zwanego the Gap, było to miejsce nie tylko popularne dla turystów, ale również dla samobójców, którzy często tam targali się na swoje życie. Don w pewnym momencie zaczął wchodzić na klif, ilekroć widział osoby podejrzanie zachowujące się. Pokazywał tym samym empatię oraz troskę dla tych osób, odprowadzając ich od krawędzi i pytając się czy nie potrzebują pomocy. Zapraszał również ich na obiad, herbatę, bądź piwo rozmawiając z nimi o ich sytuacji i problemach. Donald mówił, że po pewnym czasie stało się to wręcz jego stylem życia. Udało mu się ocalić w ten sposób ok. 160 osób, choć niektóre źródła podają nawet 400, 500 ludzi. Został m.in. odznaczony najwyższym australijskim wyróżnieniem, czyli Orderem Australii w 2006 r.
Zmarł w 2012 r. w wieku 85 lat, w swoim domu z przyczyn naturalnych.

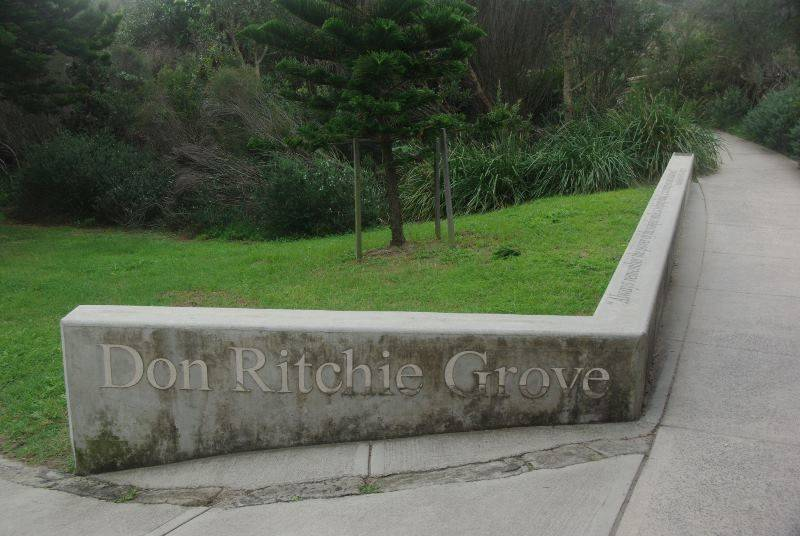
Memoriał Donalda Ritchie'go

W 2013 r. w Gap Park, na ulicy Old South Head Road 264 na cześć Ritchie'go nazwano monument, The Don Ritchie Grove.

## Odznaczenia
- Medal Orderu Australii (26 stycznia 2006)[8]
- Australia's Local Hero Award ( 27 stycznia 2011)[3]
- Obywatel roku gminy Woolahra (wraz z żoną) (2010)[4]